# Tokammersystem
Tokammersystem er et politisk system, hvor et lands parlament er opdelt i to kamre, et overhus (førstekammer) og et underhus (andetkammer).
Danmark havde indtil 1953 et tokammersystem med Landstinget som første kammer og Folketinget som andet kammer, der samlet udgjorde Rigsdagen.